# Partit dels Treballadors d'Etiòpia

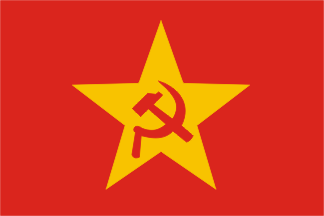
Bandera

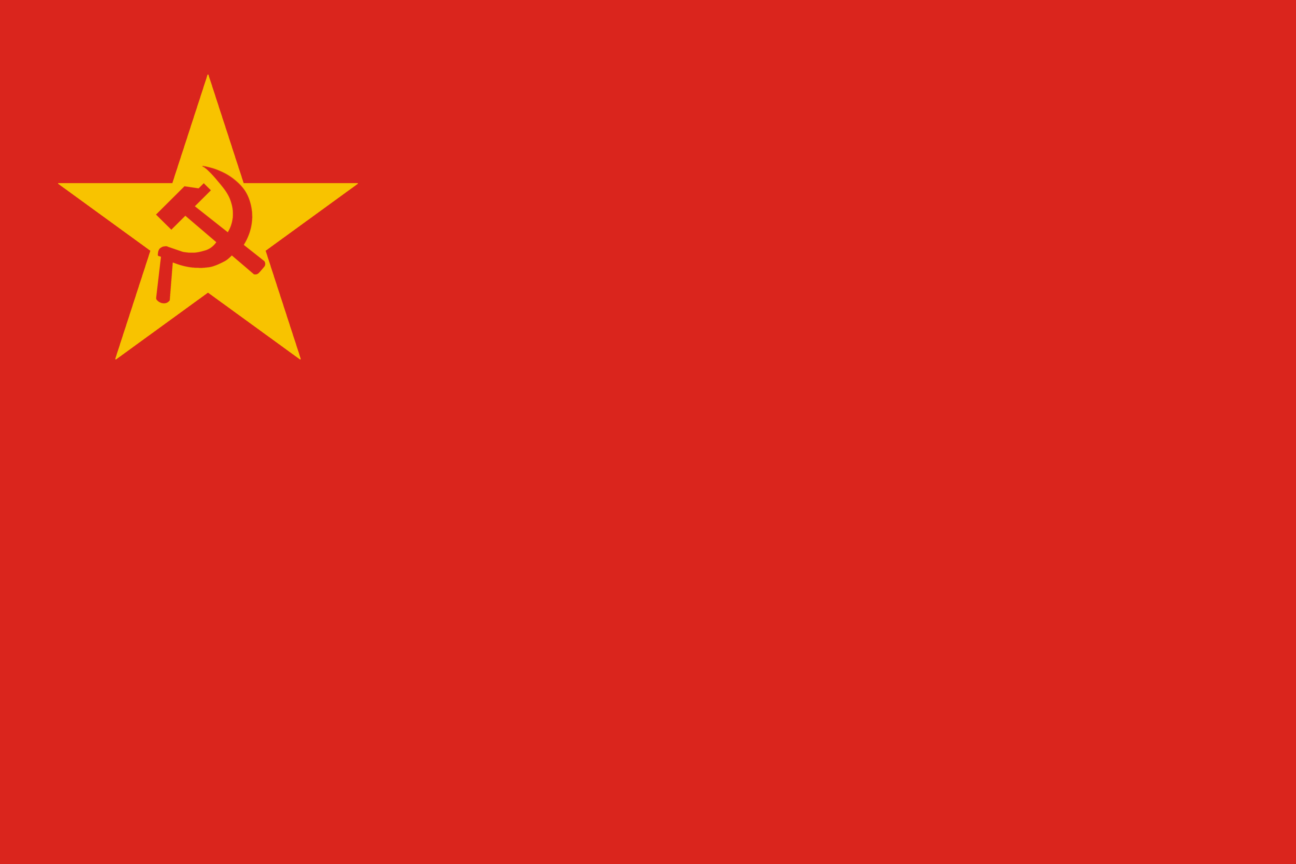
Bandera

El Partit dels Treballadors d'Etiòpia (Workers' Party of Ethiopia EWP, amhàric የኢትዮጵያ ሠራተኞች ፓርቲ Ye Ityopia Serategnoch Parti) fou un partit comunista, partit únic i governant a Etiòpia des de la seva fundació el 12 de setembre de 1984 fins al maig de 1991 i hauria existir formalment fins a la seva prohibició el maig de 1991 (amb un canvi de nom del març de 1990 al maig de 1991).

## La Comissió per l'Organització del Partit dels Treballadors d'Etiòpia
Després de la revolució de 1974 que va portar a l'enderrocament i la mort del negus Haile Selassie, la Unió Soviètica va substituir als Estats Units com aliat preferent del govern, i aviat va començar a pressionar el Derg per crear un partit d'avantguarda civil. Mengistu Haile Mariam, líder del Derg i cap d'estat d'Etiòpia, estava inicialment en contra de tal partit, manifestant que la revolució havia reeixit sense la seva existència i que no n'hi havia cap necessitat. Tanmateix, als últims anys de la dècada del 70, davant de l'augment de l'oposició armada al Derg, era cada vegada més evident que s'exigiria a canvi de l'ajut que un partit civil guanyés tingues alguna mena de control sobre la població. El desembre de 1979, Mengistu anunciava la creació de la Comissió per l'Organització del Partit dels Treballadors d'Etiòpia (COPWE).
També s'establien un cert nombre d'organitzacions polítiques de masses, com l'Associació de la Joventut Revolucionària d'Etiòpia. S'esperava que aquestes organitzacions ajudarien en la formació d'un partit unificat que eliminaria sectarismes i es basaria en els interessos de classe. Les organitzacions havien d'actuar també com la consciència política d'Etiòpia en un nivell més personal, no solament representant als etíops als congressos, sinó també en el lloc de treball i en institucions educatives. L'afiliació a afiliació a les diverses organitzacions de masses fou fomentada.
El COPWE va fer tres congressos per a les organitzacions de masses que havia establert, i malgrat els esforços del govern per animar la diversitat, més d'un terç dels presents al primer congrés, el 1980, eren o soldats o residents d'Addis Abeba.
El congrés de 1980 desvelava l'afiliació del Comitè Central del COPWE i el Secretariat. El Secretariat, que controlava el dia a dia els afers del Comitè Central era supervisat pels principals líders del Derg, i el formaven diversos ideòlegs civils. Les branques regionals del Secretariat, coordinades per oficials d'exèrcit, ajudaven al lideratge central del COPWE. L'organització es tornava més poderosa el 1981 amb la creació d'oficines separades per l'administrador i el representant del COPWE a cada regió.
Per 1983, hi havia aproximadament 50.000 membres del COPWE i aproximadament 6.600 cèl·lules de partit. Malgrat les crides anteriors de Mengistu a la puresa ideològica i la necessitat de "comunistes compromesos", la ideologia aviat es convertia en una façana simple per als esforços del Derg per eliminar els seus adversaris polítics sense tenir en compte creences polítiques reals, i la lleialtat al Derg era preferia a la dedicació al marxisme-leninisme en les consideracions per l'afiliació al partit. En aquest temos els militars i policies s'havien convertit en majoria en l'afiliació del Comitè Central, amb 79 de 123 membres militars (20 dels quals a més eren membres del Derg).

## Formació del partit d'avantguarda

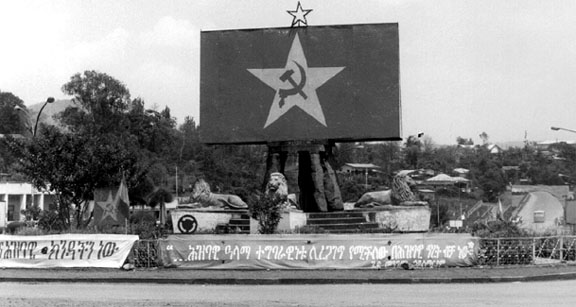
Monument

El Partit dels Treballadors d'Etiòpia s'establia finalment el 12 de setembre de 1984, per marcar el desè aniversari de la revolució. El COPWE es dissolia i el Partit dels Treballadors d'Etiòpia prenia el seu lloc. El Comitè Central s'expandia a 183 membres, amb congressos de partit cada cinc anys. Mengistu va esdevenir secretari general.
El politburó del Partit dels Treballadors d'Etiòpia, que reemplaçava la Junta Directiva del COPWE com a òrgan de presa de les decisions principals d'Etiòpia, tenia onze membres, set dels quals eren del Derg i el quatre ideòlegs civils o tecnòcrates. Generalment, els desitjos de Mengistu prevalien sobre qualsevol oposició. El nepotisme en la selecció de membres del politburó significava que l'oposició a Mengistu fos normalment insignificant, fent el consell sencer més d'un broc pels desitjos de Mengistu que un cos governamental legítim.
En un nivell nacional, l'afiliació del Partit dels Treballadors d'Etiòpia es tergiversava fortament cap a soldats i membres de certs grups ètnics que havien donat, històricament, suport al concepte d'un Etiòpia unificada més "gran", com els tigray i els amhares. Això no obstant, en nivells regionals i locals, l'etnicitat i el servei militar es tornaven menys pertinents, amb gran nombre de civils i membres de diversos ètnies en posicions de poder.
La posició del Partit dels Treballadors d'Etiòpia com a "formulador del procés de desenvolupament del país i la força principal de l'estat i la societat" era salvaguardat a llei a la Constitució de 1987, que també dissolia el Derg i rebatejava el país com República Popular Democràtica d'Etiòpia (People's Democratic Republic of Ethiopia). La constitució donava més poder polític al partit que al govern, amb capacitat pels líders locals del partit locals a implementar les seves polítiques sense possible oposició si no volien entrar en conflicte amb Addis Abeba.

## Final
Enmig d'una insurrecció armada, el final de suport soviètic el 1990, i un moviment concurrent cap a política multipartit a través de l'Àfrica, el poder del Partit dels Treballadors d'Etiòpia es començava a desgastar, i el partit oficialment renunciava al marxisme i es declarava a favor d'una economia mixta. El mateix Menguistu anunciava la seva transformació en el Partit Democràtic de la Unitat Etíop el 5 de març de 1990. Finalment Mengistu fugia del país i els rebels prenien poder el maig de 1991. El nou govern nou dissolia el Partit dels Treballadors d'Etiòpia o el seu nominal successor i la majoria dels seus líders foren empresonats per als delictes que presumptament cometeren durant el govern del partit.